# إيميت ويلسون
إيميت ويلسون (بالإنجليزية: Emmett Wilson) هو محامي وسياسي أمريكي، ولد في 8 ديسمبر 1882 في بليز، وتوفي في 27 يوليو 1918 في الولايات المتحدة. حزبياً، نشط في الحزب الديمقراطي. وقد انتخب عضو مجلس النواب الأمريكي.